# マーク・ウエダ
マーク・トシロー・ウエダ（英語: Mark Toshiro Uyeda、日本名：上田 俊郎〈うえだ としろう〉、1970年 - ）はアメリカ合衆国の弁護士、政府職員。2022年6月30日より米国証券取引委員会（SEC）委員。共和党員。SEC委員就任前は15年以上にわたってSEC職員として勤務していた。アジア太平洋系のアメリカ人で初のSEC委員である。

## 経歴
カリフォルニア州フラートンで日系アメリカ人の両親の下に生まれる。母方祖父のマック・ユキヒロはカリフォルニア州ウェストミンスターで個人商店ユキヒロ・プロデュースを経営していた。母や母方の親戚は第二次世界大戦中、大統領令9066号によりアーカンソー州のローワー戦争移住センターに強制収容され、作物の運転手であった祖父は強制収容所内で救急車の運転手として働いていた。このため、戦後事業の再建を余儀なくされた。
1992年にジョージタウン大学経営管理学部を卒業し、理学の学位を取得した。その後、デューク大学ロースクールで法務博士の学位を取得した。

## 弁護士としての経歴
ロースクール卒業後、1995年から1996年にかけてK&L ゲーツでアソシエイトとして従事、その後ロサンゼルスにあるオメルベニー・アンド・マイヤーズのアソシエイト職に1997年から2004年まで従事した。2004年にカリフォルニア州企業局局長首席顧問に任命され、2006年まで従事した。
2006年に米国証券取引委員会弁護士兼アドバイザーに任命された。また、上院銀行・住宅・都市問題委員会の共和党スタッフとしても活動した。

## SEC委員として
2022年4月、ジョー・バイデン大統領はウエダをエラッド・L・ロイスマンの後継のSEC委員として推薦した。
2022年6月16日、上院は、ウエダを民主党員の ジェイミー・リサラガとともにSEC委員への就任を承認した。ウエダの就任によりSEC委員5名のうち共和党員は2名となった（もう1名はヘスター・パース）。ウエダはアジア系アメリカ人で初のSEC委員である。2023年6月2日、バイデン大統領はウエダをSEC委員として再任する意向を表明した。2023年12月20日、上院は発声採決によりウエダの人事を承認した。2024年1月3日に2期目の宣誓を行った。

## 脚註
1. 1 2  “アメリカ社会で活躍する日系人リーダー”. ロサンゼルス観光ガイド (2006年8月1日). 2024年11月30日閲覧。
2. ↑  Hawaii Herald (ホノルル), 1951.07.11
3. ↑  “Mark T. Uyeda Sworn In as SEC Commissioner”.   Securities and Exchange Commission (2022年6月30日). 2022年7月5日閲覧。
4. ↑  “Biography: Mark T. Uyeda”. www.sec.gov. 2023年5月14日閲覧。
5. 1 2  “SEC.gov | Mark T. Uyeda”. www.sec.gov. 2023年3月3日閲覧。
6. 1 2  Sharpe, Abby (2022年10月4日). “Mark Uyeda (B'92) Brings Years of Experience and Connections as New SEC Commissioner” (英語). McDonough School of Business. 2023年3月3日閲覧。
7. ↑  “Mark Uyeda Nominated as SEC Commissioner” (英語). Rafu Shimpo (2022年5月21日). 2023年3月3日閲覧。
8. ↑  Sharpe, Abby (2022年10月4日). “Mark Uyeda (B'92) Brings Years of Experience and Connections as New SEC Commissioner” (英語). McDonough School of Business. 2023年3月3日閲覧。
9. ↑  Uyeda, Mark (1995-02-01). “Presidential Prerogative Under the Constitution to Deploy U.S. Military Forces in Low-Intensity Conflict”. Duke Law Journal 44 (4):  777–828. doi:10.2307/1372924. ISSN 0012-7086. JSTOR 1372924.
10. ↑  “INFORMATION ON THE SPEAKERS”. webline.sfi.org.tw. 2022年4月6日閲覧。
11. ↑  “President Biden Announces Key Nominees” (英語). The White House (2022年4月6日). 2022年4月6日閲覧。
12. ↑  “SEC noms: Here's who's on the short list” (英語). POLITICO (2022年3月23日). 2022年4月6日閲覧。
13. ↑  Vakil, Caroline (2022年4月6日). “Biden taps Democrat, Republican to serve on SEC” (英語). The Hill. 2023年3月3日閲覧。
14. ↑  “Senate Confirms New SEC Commissioners | Insights | Holland & Knight” (英語). www.hklaw.com. 2023年3月3日閲覧。
15. ↑  Jaeger, Jaclyn (2022年6月17日). “Two New SEC Commissioners Confirmed by Senate”. Compliance Chief 360. 2023年3月3日閲覧。
16. ↑  "President Biden Announces Key Nominees" (Press release). The White House. 2 June 2023. 2024年1月25日閲覧。
17. ↑  “PN740 — Mark Toshiro Uyeda — Securities and Exchange Commission”. congress.gov (2023年12月20日). 2024年1月25日閲覧。
18. ↑  "Mark Uyeda Sworn in for Second Term as SEC Commissioner" (Press release). U.S. Securities and Exchange Commission. 3 January 2024. 2024年1月25日閲覧。